# Vaillantella
Vaillantella — рід в'юнів, єдиний у родині вайллантеллевих (Vaillantellidae).
Включає 3 види:
- Vaillantella cinnamomea  Kottelat, 1994
- Vaillantella euepiptera  (Vaillant, 1902)
- Vaillantella maassi  Weber & de Beaufort, 1912

Поширені в південній частині Південно-Східної Азії.
Живуть біля дна.
Спинний плавець дуже довгий, має 59-71 промінь. Максимальна довжина: близько 40 см.